# Ludynowicze
Ludynowicze (biał. Людзінавічы, Ludzinawiczy; ros. Людиновичи, Ludinowiczi) – wieś na Białorusi, w obwodzie brzeskim, w rejonie janowskim, w sielsowiecie Brodnica, nad Niesłuchą i w pobliżu jej ujścia do Piny.

## Historia
W dwudziestoleciu międzywojennym leżały w Polsce, w województwie poleskim, w powiecie pińskim, w gminie Brodnica. W 1921 wieś liczyła 94 mieszkańców, zamieszkałych w 16 budynkach. Wszyscy oni byli Białorusinami wyznania prawosławnego.
Po II wojnie światowej w granicach Związku Sowieckiego. Od 1991 w niepodległej Białorusi.